# The World Factbook
The World Factbook, também conhecido como CIA World Factbook, é uma publicação anual da Central Intelligence Agency (CIA) dos Estados Unidos com informações de base, em estilo almanaque, sobre os países do mundo. O livro fornece um resumo de duas a três páginas da demografia, localização, telecomunicações, governo, indústria, capacidade militar etc., de todos os países e territórios do mundo reconhecidos diplomaticamente pelos Estados Unidos.
Como o The World Factbook é preparado pela CIA para o uso do governo federal estadunidense, o estilo, formato, cobertura e conteúdo são elaborados para prover essa necessidade. Como toda publicação do governo dos Estados Unidos, o conteúdo do World Factbook é de domínio público.